# Erioptera costalis
Erioptera costalis är en tvåvingeart som beskrevs av Alexander 1913. Erioptera costalis ingår i släktet Erioptera och familjen småharkrankar. Inga underarter finns listade i Catalogue of Life.